# Guillermo del Castillo
Pour les articles homonymes, voir Jos (homonymie) et Del Castillo.
Pas d'image ? Cliquez ici

a Compétitions nationales et continentales officielles uniquement.

b Matchs officiels uniquement.
Dernière mise à jour le 27 mars 2025.
Guillermo del Castillo, né le 14 décembre 1963 à Rosario, est un joueur argentin de rugby évoluant au poste d'arrière ou de demi d'ouverture.

## Biographie
Guillermo del Castillo joue en club avec le Jockey Club Rosario. Il connaît 15 sélections internationales en équipe d'Argentine. Il fait ses débuts le 6 juillet 1991 contre l'équipe de Nouvelle-Zélande. Sa dernière apparition avec les Pumas a lieu le 6 mai 1995 contre l'Australie. 

## Statistiques en équipe nationale
- 15 sélections en équipe d'Argentine
- 24 points (3 transformation, 5 pénalités, 1 drop)
- Nombre de sélections par année : 5 en 1991, 1 en 1993, 5 en 1994, 4 en 1995.
- Participation à la Coupe du monde en 1991 (2 matchs disputés, 2 comme titulaire)